# Мигел Анхел Астуријас
Мигел Анхел Астуријас (шп. Miguel Angel Asturias; Гватемала, 10. октобар 1899 — Мадрид, 9. јун 1974) био је гватемалски књижевник и добитник Нобелове награде за књижевност 1967. године.
Романописац и приповедач магичног реализма, био је под утицајем надреализма. Међутим, убрзо показује велико интересовање за индијанску митологију, сопствену домовину, живот сељака под колонијалним јармом, што се може видети још у самим насловима његових дела.

## Биографија
Рођен је у доба диктатуре Естраде Кабрере (шп. Estrada Cabrera), у чије време у Гватемалу долази United Fruit Company. Био је сведок прогона, чак и у сопственој породици, што је оставило дубок и неизбрисив траг који се огледа од самог почетка његове књижевне каријере у аверзији према апсолутној моћи.
Преселио се у Париз 1923. године. Студирао је на Сорбони, у Паризу, старе религије америчког континента. Под утицајем тих студија, као и сопствених истраживања Попол Вухa (шп. Popol Vuh), свете књига Маја Киче, 1930. године написао је Гватемалске легенде (шп. Leyendas de Guatemala), дело које реконструише живот и културу Маја.
У току свог првог боравка у Паризу, почиње да пише роман Господин председник (енгл. El señor presidente) на основу једне кратке приче под насловом „Политички просјаци“ (шп. Los mendigos políticos) коју никад није објавио и која је била директна алузија на то доба диктатуре.
Када се вратио у Гватемалу, друга диктатура, диктатура Хорхеа Убика (шп. Jorge Ubico) утиче на Астуријасово књижевно дело које је једно време искључиво лирске природе. Из тог периода су „Емуло Липолидон“ шп. Emulo Lipolidón; 1935), „Сонети“ (шп. Sonetos; 1937), и други.
Одлази у Мексико, где коначно 1946. године објављује роман „Господин председник“, оштар напад на све врсте америчких „каудиљизама“.
Одлази у Буенос Ајрес где започиње дипломатску каријеру. Године 1951. објављује Јак ветар (шп. Viento fuerte), први роман у „Трилогији банана“ (шп. trilogía bananera), романима у којима обрађује беспоштедну експлоатацију Индијанаца и гватемалских природних богатстава компаније Јунајтид Фрутс. Следеће године објављује роман Људи од кукуруза (шп. Hombres de maíz) (1952). Други део трилогије, Зелени папа, објављен је 1954. године. Године 1960. објављује и трећи део ове трилогије, „Очи покојника“ (шп. Los ojos de los enterrados).
Доласком на власт пуковника Хакоба Арбенза долази до политичке промене у Гватемали. Пуковник национализује земљу која је припадала северноамеричкој компанији Јунајтид Фрутс. Међутим, Арбенс ће убрзо бити збачен с власти о чему ће Астуријас писати у „Викенду у Гватемали“ (шп. Week-end en Guatemala; 1956).
Следе године изгнанства од којих неке проводи у Буенос Ајресу радећи као новинар. После рехабилитације 1960. године, радио је у различитим земљама као амбасадор, у Француској између 1966 и 1970. године.

## Дела
Вреди напоменути нека од најважнијих дела Мигела Анхела Астуријаса:
- Гватемалске легенде (шп. Leyendas de Guatemala, 1930)
- Господин председник (шп. El señor Presidente, 1946)
- Људи од кукуруза (1949)
- Јак ветар (шп. Viento fuerte, 1950)
- Зелени папа (шп. El Papa verde, 1954)
- Викенд у Гватемали (1956)
- Очи покојника (шп. Los ojos de los enterrados, 1960)
- Нечија мулаткиња шп. , 1963)
- Приче и легенде (шп. Cuentos y leyendas, 1965)
- Огледало Лиде Сал (1967)
- Америка, бајка над бајкама (шп. América, fábula de fábulas, 1972)